# Luigi Borrelli
Luigi Borrelli (Lama dei Peligni, 3 luglio 1949) è un politico italiano.

## Biografia
Alle elezioni politiche del 2001 è eletto deputato con la lista Paese Nuovo collegata a Democratici di Sinistra. Dal 2001 al 2006 è stato membro della XIII Commissione parlamentare agricoltura.